# Andrew Jones (filmmaker)
Andrew Jones (Swansea, 6 oktober 1983 – 15 januari 2023) was een Welsh filmregisseur, scenarist, editor en producent.

## Levensloop
Jones volgde een opleiding aan de Olchfa Comprehensive School en studeerde aan de Universiteit van Glamorgan. Hij is eigenaar van het productiebedrijf North Bank Entertainment in zijn geboorteplaats. Zijn carrière begon hij in 2006 met Teenage Wasteland en in 2007 met The Feral Generation als respectievelijk schrijver en regisseur, waarmee hij het UK Film Festival voor beste film won. Met de opdrachten van KOA Entertainment en Thunderball Films richtte Jones zijn eigen productiebedrijf op waarmee hij low-budget films zou produceren voor de Britse, Europese en Amerikaanse markt.
Na een samenwerking met Mad Science Films en Independent Moving Pictures, produceerden ze in 2012 hun eerste film: Night of the Living Dead: Resurrection, een remake van de film uit 1968 geregisseerd door George A. Romero. De productie trok de aandacht van Grindstone Entertainment Group en Lionsgate voor distributie naar de Amerikaanse markt. In 2013 verscheen The Amityville Asylum die hij heeft geregisseerd, geschreven en geproduceerd, een psychologische horrorfilm geïnspireerd op de gebeurtenissen in Amityville in 1974.
Jones overleed op 39-jarige leeftijd na een periode van ziekte.

## Filmografie
| Jaar | Titel                                      | Regisseur | Scenarist | Editor | Producent |
| ---- | ------------------------------------------ | --------- | --------- | ------ | --------- |
| 2006 | Teenage Wasteland                          |           |           |        |           |
| 2007 | The Feral Generation                       |           |           |        |           |
| 2012 | Night of the Living Dead: Resurrection     |           |           |        |           |
| 2013 | The Amityville Asylum                      |           |           |        |           |
| 2013 | Silent Night, Bloody Night: The Homecoming |           |           |        |           |
| 2014 | The Midnight Horror Show                   |           |           |        |           |
| 2014 | Valley of the Witch                        |           |           |        |           |
| 2015 | The Last House on Cemetery Lane            |           |           |        |           |
| 2015 | A Haunting at the Rectory                  |           |           |        |           |
| 2015 | Poltergeist Activity                       |           |           |        |           |
| 2015 | Robert                                     |           |           |        |           |
| 2016 | Kill Kane                                  |           |           |        |           |
| 2016 | The Exorcism of Anna Ecklund               |           |           |        |           |
| 2016 | The Curse of Robert the Doll               |           |           |        |           |
| 2017 | Cabin 28                                   |           |           |        |           |
| 2017 | Robert and the Toymaker                    |           |           |        |           |
| 2017 | Werewolves of the Third Reich              |           |           |        |           |
| 2018 | The Revenge of Robert the Doll             |           |           |        |           |
| 2018 | Jurassic Predator                          |           |           |        |           |
| 2018 | The Legend of Halloween Jack               |           |           |        |           |
| 2018 | Alcatraz                                   |           |           |        |           |
| 2019 | The Filthy Thirteen                        |           |           |        |           |
| 2019 | Bundy and the Green River Killer           |           |           |        |           |
| 2019 | Robert Reborn                              |           |           |        |           |
| 2019 | The Manson Family Massacre                 |           |           |        |           |
| 2019 | The Utah Cabin Murders                     |           |           |        |           |
| 2019 | The Curse of Halloween Jack                |           |           |        |           |
| 2020 | The Jonestown Haunting                     |           |           |        |           |
| 2020 | A Killer Next Door                         |           |           |        |           |
| 2020 | The Haunting of Margam Castle              |           |           |        |           |
| 2021 | Alien: Battlefield Earth                   |           |           |        |           |
| 2022 | Horror Express                             |           |           |        |           |
| 2022 | Prom Night Haunting                        |           |           |        |           |
| 2022 | Ed Gein: American Psycho                   |           |           |        |           |